# آیرونکلاد فرانچسکو موروزینی
آیرونکلاد فرانچسکو موروسینی (به انگلیسی: Italian ironclad Francesco Morosini) یک کشتی بود که طول آن ۳۲۸ فوت ۱ اینچ (۱۰۰٫۰ متر) بود. این کشتی در سال ۱۸۸۵ ساخته شد.